# Gjesing Sogn (Norddjurs Kommune)
 For alternative betydninger, se Gjesing Sogn. (Se også artikler, som begynder med Gjesing Sogn)
Gjesing Sogn er et sogn i Norddjurs Provsti (Århus Stift).
I 1800-tallet var Nørager Sogn anneks til Gjesing Sogn. Begge sogne hørte til Sønderhald Herred i Randers Amt. Gjesing-Nørager sognekommune blev ved kommunalreformen i 1970 indlemmet i Rougsø Kommune, som ved strukturreformen i 2007 indgik i Norddjurs Kommune.
I Gjesing Sogn ligger Gjesing Kirke.
I sognet findes følgende autoriserede stednavne:
- Eldrup Skov (areal)
- Georgsminde (bebyggelse)
- Gjesing Mark (bebyggelse)
- Gjesing Mose (areal)
- Hummelborg (areal)
- Hvidbakke (areal)
- Højholt Skov (areal)
- Krusborg (bebyggelse)
- Langsø (vandareal)
- Lilholm (bebyggelse)
- Løvenholm (ejerlav, landbrugsejendom)
- Løvenholm Skov (areal)
- Løvenholm Østerskov (areal)
- Munkhuse (bebyggelse)
- Nielstrup Skov (areal)
- Nørre Gjesing (bebyggelse, ejerlav)
- Skoffergårde (bebyggelse)
- Sorvad (bebyggelse, ejerlav)
- Sorvad Mark (bebyggelse)
- Stenbergholt (bebyggelse)
- Sømose (areal)
- Sønder Gjesing (bebyggelse, ejerlav)
- Vrangbæk (bebyggelse)
- Østenfjeld (bebyggelse)